# Andreas Preschel
Andreas Preschel, (* 1. února 1961 ve Schwerinu, Německá demokratická republika) je bývalý německý zápasník – judista.

## Sportovní kariéra
Připravoval se v policejním klubu SC Dynamo Hoppegarten nedaleko Berlína. V roce 1983 se stal nečekaným mistrem světa v polotěžké váze. V dalších letech však jeho sportovní kariéru ovlivnila vážná zranění. Na olympijské hry v Los Angeles byl ještě před bojkotem východního bloku nominován kolega z Dynama Ulf Rettig. Sportovní kariéru ukončil předčasně v roce 1985. Pracoval pro východoněmeckou tajnou policii Stasi. Po znovusjednocení Německa se věnuje trenérské práci u juniorů.

## Výsledky
| Turnaj             | 1978    | 1979    | 1980    | 1981           | 1982           | 1983           | 1984           | 1985           |
| Turnaj             | 17      | 18      | 19      | 20             | 21             | 22             | 23             | 24             |
| Turnaj             | střední | střední | střední | polotěžká váha | polotěžká váha | polotěžká váha | polotěžká váha | polotěžká váha |
| ------------------ | ------- | ------- | ------- | -------------- | -------------- | -------------- | -------------- | -------------- |
| Mistrovství světa  |         | —       |         | —              |                | 1.             |                | —              |
| Mistrovství Evropy | —       | —       | —       | —              | —              | —              | —              | 3.             |
| ME juniorů         | —       | ?       | 2.      |                |                |                |                |                |
| ME dorostenců      | 1.      |         |         |                |                |                |                |                |